# Crawfurdia maculaticaulis
Crawfurdia maculaticaulis är en gentianaväxtart som beskrevs av C.J. Wu. Crawfurdia maculaticaulis ingår i släktet Crawfurdia och familjen gentianaväxter. Inga underarter finns listade i Catalogue of Life.